# Shelburne (Vermont)
Shelburne è una città degli Stati Uniti d'America, nella contea di Chittenden, nello Stato del Vermont. La popolazione era di 7.144 abitanti nel censimento del 2010.